# Moritz Heinrich (Nassau-Hadamar)

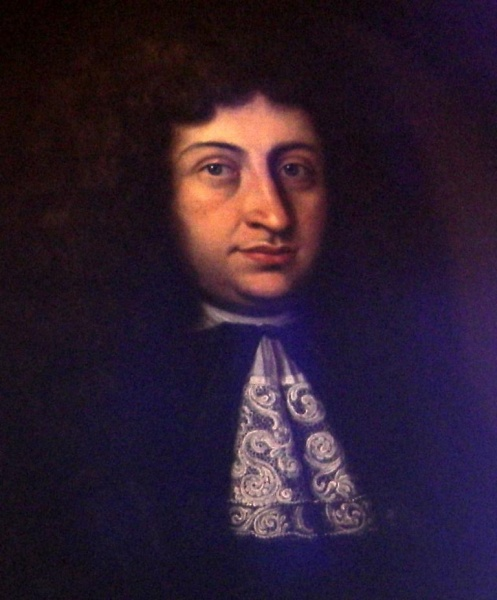
Moritz Heinrich von Nassau-Hadamar

Fürst Moritz Heinrich von Nassau-Hadamar (* 23. April 1626 in Hadamar; † 24. Januar 1679 ebenda) war – nach seinem Vater Fürst Johann Ludwig von Nassau-Hadamar – der zweite Fürst der jüngeren ottonischen Linie des Hauses Nassau in Hadamar.

## Abstammung
Moritz Heinrich wurde als Sohn des überregional bedeutenden Fürsten Johann Ludwig von Nassau-Hadamar und der Fürstin Ursula, einer Tochter von Graf Simon VI. zur Lippe am 23. April 1626 in Hadamar geboren.

## Ehen und Nachkommen
Moritz Heinrich war dreimal verheiratet und der Vater von dreizehn Kindern, zehn Söhne und drei Töchter, von denen jedoch nur ein Sohn und zwei Töchter das Erwachsenenalter erreichten.
- 1. Ehe mit Ernestine Charlotte von Nassau-Siegen (* 23. Oktober 1623, † 15. August 1668 in Hadamar), Heirat am 30. Januar 1650 in Brüssel. Die Braut war eine Tochter von Graf Johann VIII. von Nassau-Siegen und somit eine Tochter seines Cousins.
  - Ernestine Ludovika (* 17. Februar 1651 in Hadamar, † 29. Mai 1661 ebenda)
  - Johann Lamoral Hermann Franz (* 21. Januar 1653 in Hadamar, † 18. Februar 1654 ebenda)
  - Philipp Karl (* 15. Mai 1656 in Hadamar, † 22. Juli 1668 in Oirschot)
  - Franz Kaspar Otto (* 29. November 1657 in Hadamar, † 24. Februar 1659 ebenda)
  - Claudia Franziska (* 6. Juni 1660 in Hadamar, † 6. März 1680 in Neustadt an der Waldnaab), Heirat am 18. Juli 1677 in Hadamar mit Fürst Ferdinand August von Lobkowitz (* 7. September 1655, † 3. Oktober 1715)
  - Maximilian August Adolph (* 19. Oktober 1662 in Hadamar, † 26. Mai 1663 ebenda)
- 2. Ehe mit Maria Leopoldine von Nassau-Siegen (* 1652, † 27. Juni 1675), Heirat am 12. August 1669 in Siegen. Die Braut war  die älteste Tochter von Fürst Johann Franz Desideratus von Nassau-Siegen und somit eine Nichte seiner ersten Ehefrau.
  - Leopold Franz Ignaz (* 26. September 1672 in Hadamar, † 19. Juli 1675 ebenda)
  - Franz Alexander von Nassau-Hadamar (* 27. Januar 1674 in Hadamar, † 27. Mai 1711 ebenda) – Nachfolger des Fürsten
  - Lothar Hugo Lamorald August (* 4. April 1675 in Hadamar, † 24. Juni 1675 ebenda)
- 3. Ehe mit Reichsgräfin Anna Ludovica von Manderscheid-Blankenheim (* 11. April 1654 in Hachenburg, † 23. April 1692 in Hadamar), Heirat am 24. Oktober 1675 in Hachenburg. Anna Ludovica war die ältere Tochter des Grafen Salentin Ernst von Manderscheid-Blankenheim.
  - Damian Salomon Salentin (* 24. Juli 1676 in Hadamar, † 18. Oktober 1676 ebenda)
  - Wilhelm Bernhard Ludwig (* 25. Mai 1677 in Hadamar, † 3. Oktober 1677 ebenda)
  - Hugo Ferdinand Leonor August (* 22. Mai 1678 in Hadamar, † 16. April 1679 ebenda)
  - Albertine Johannette Franziska Katharina (* 6. Juli 1679 in Hadamar, † 24. April 1716 in Anholt), Heirat am 20. Juli 1700 in Anholt mit Fürst Ludwig Otto zu Salm (* 24. Oktober 1674, † 23. November 1738)

## Bedeutung

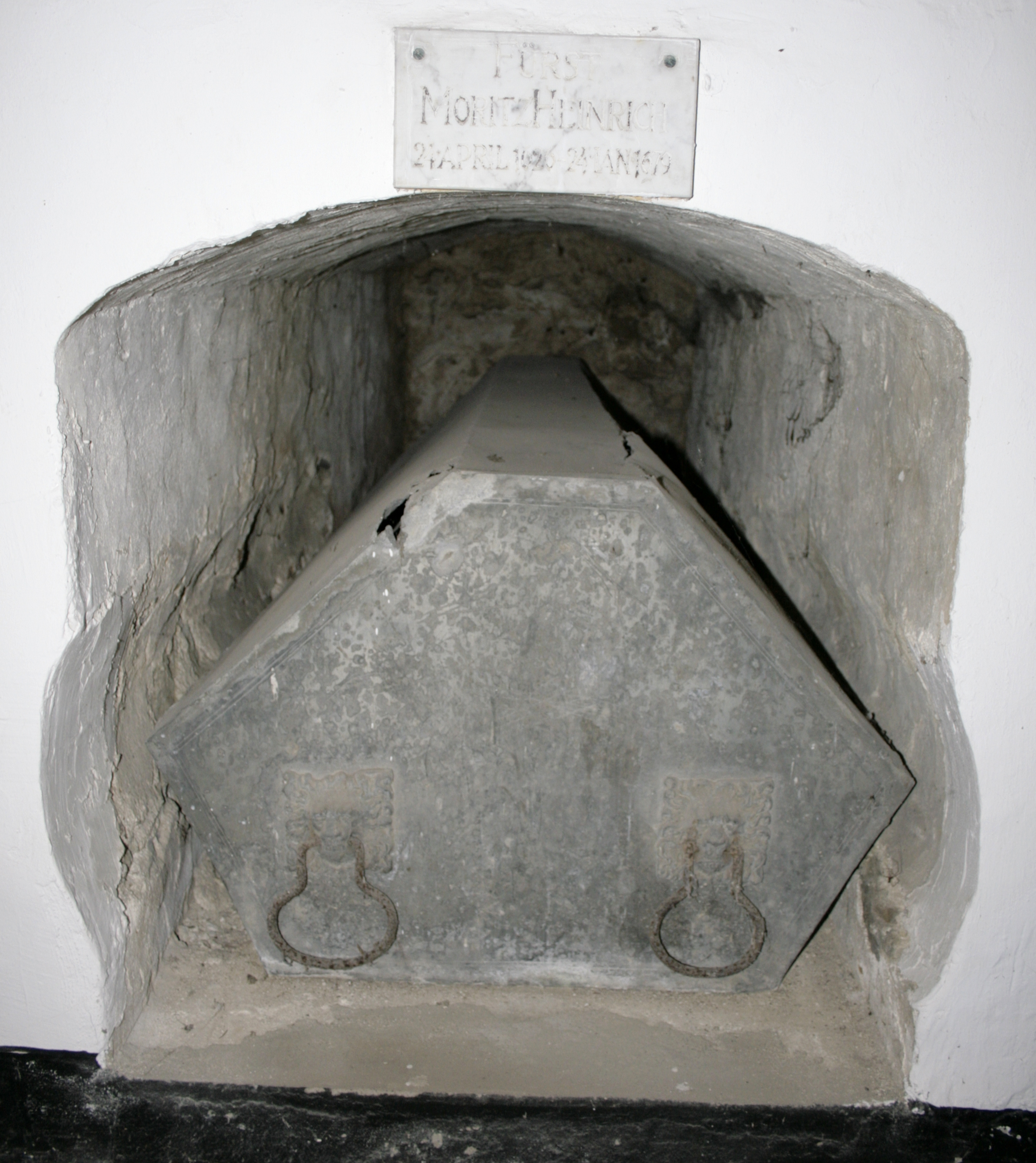
Sarg Moritz Heinrichs in der Fürstengruft in Hadamar

Unter Moritz Heinrich wurde der von seinem Vater begonnene Ausbau der Stadt weiter fortgesetzt. Er war insbesondere beim inneren Aufbau der Stadt, der bürgerlichen Ordnung, des öffentlichen Gesundheitswesen und der sozialen Fürsorge aktiv, hatte aber keine überregionale Bedeutung wie sein Vater.
Am 17. Juli 1663 setzte er die bereits von seinem Vater begonnenen Stiftungen für Bedürftige durch die Errichtung des Hospitals St. Elisabeth am damaligen Obermarktplatz fort. Das Gebäude wurde am 21. November 1663 seiner Bestimmung übergeben.
Unter dem Gesellschaftsnamen Der Hegende wurde er als Mitglied in die Fruchtbringende Gesellschaft aufgenommen.

## Religion
Moritz Heinrich war – nach der Gegenreformation in Nassau-Hadamar – durch seinen Vater katholisch erzogen worden. Er war verantwortlich für den Neubau der Ägidienkirche (1658–1666) des Franziskanerklosters oberhalb der Stadt. In ihr befindet sich unter dem Chor bis heute die Fürstengruft, in der im Mai 1661 die erste Bestattung stattfand.
Unter seiner Regentschaft erfolgte in der 2. Hälfte des Jahres 1675 der Bau der Herzenbergkapelle in Form eines achteckigen Raumes, der bei der späteren Erweiterung den heutigen Chorraum bildete.